# Udruga hrvatskih pravoslavnih vjernika
Udruga hrvatskih pravoslavnih vjernika (UHPV), organizacija je Hrvata pravoslavaca osnovana 10. rujna 2010. godine. Cilj Udruge je samostalna pravoslavna crkva u Hrvatskoj i slobodno izjašnjavanje vjernika koji su pravoslavci da su Hrvati.
Svake godine, ova udruga obilježava i godišnjicu smrti patrijarha Germogena i drugih pobijenih svećenika HPC-a od komunističkih vlasti svibnja 1945. godine.

## Osnivanje udruge
Po hrvatskom zakonu za registriranje vjerske zajednice potrebno je postojanje udruge od najmanje 500 članova i najmanje 5 godina djelovanja.
Prema popisu stanovništva iz 2001. godine u Hrvatskoj živi 195.969 pravoslavnih vjernika, od kojih su većina članovi Srpske pravoslavne Crkve. Prema istom popisu stanovništva u Republici Hrvatskoj 11.400 Hrvata se izjasnilo pravoslavcima.

Prema popisu stanovništva iz 2011. godine u Hrvatskoj živi 190.143 pravoslavna vjernika, od kojih su većina članovi Srpske pravoslavne crkve u Republici Hrvatskoj. Prema istom popisu, 16.647 Hrvata izjasnilo se pravoslavcima.

Pritom se nisu izjasnili ni kao članovi Srpske pravoslavne crkve niti Makedonske pravoslavne crkve, a ni Crnogorske, Grčke, Rumunjske...
Udruga je osnovana 10. rujna 2010. godine. Ured državne uprave u Šibeniku je registrirao Udrugu hrvatskih pravoslavnih vjernika (UHPV), ocijenivši njihov zahtjev osnovanim i ovjerio njihov Statut, koji predviđa "organizirano okupljanje hrvatskih pravoslavnih vjernika", središnji simbol pečata i zastave im je istokračni pravoslavni križ na podlozi u obliku povijesnoga hrvatskog grba.

## Odobravanje i protivljenje
Hrvatski svjetski sabor svojim pismom Vladi i Saboru te stranke kao što su Stranka hrvatskog zajedništva i Hrvatska čista stranka prava pozdravljaju osnivanje Hrvatske pravoslavne crkve. No, Srpska pravoslavna crkva Samostalna demokratska srpska stranka, Srpska narodna stranka, tadašnji hrvatski ministar kulture, Božo Biškupić i predsjednik Ivo Josipović kritizirali su Udrugu hrvatskih pravoslavnih vjernika i optužili ju da promovira ustašku ideologiju i poziva na netoleranciju spram drugih pravoslavnim zajednicama.

## Hrvatski pravoslavac
Udruga objavljuje časopis Hrvatski pravoslavac koji se bavi duhovnim temama, u prvom redu, a zatim drugim, političkim, koja su pupčanom vrpcom vezana uz hrvatsko pravoslavlje i kršćansku duhovnost, ima i rubriku «Vaša gledišta» u kojoj se objavljuju izabrani tekstovi čitatelja. Prvi broj tiskan je u 2000 primjeraka.

## Vanjske poveznice
- Službene stranice Udruge hrvatskih pravoslavnih vjernika
- Miloš Obrknežević, Razvoj pravoslavlja u Hrvatskoj i Hrvatska pravoslavna crkva  Arhivirana inačica izvorne stranice od 2. studenoga 2013. (Wayback Machine), iz knjige Hrvatska zauvijek: prilozi hrvatskoj državotvornoj misli, (priredio Ante Selak), Školske novine-Pergamena, Zagreb, 1996., str. 198. – 240.
- (engl.) Miloš Obrknežević, Development Of Orthodoxy In Croatia And The Croatian Orthodox Church, prijevod članka iz Hrvatske revije objavljenoga 1979. godine
- Na 66.obljetnicu smrti hrvatskih pravoslavnih svećenika svi umoreni proglašeni su mučenicima-svecima